# Evangelisches Krankenhaus Johannisstift Münster
Das EVK Münster – Alexianer Johannisstift (zuvor Evangelisches Krankenhaus Johannisstift Münster) gehört zu den Einrichtungen der Alexianer in der Region Münster. Der Schwerpunkt des Krankenhauses im Herzen Münsters liegt in der Altersmedizin mit einem breitgefächerten Angebot.

## Geschichte
Aufgrund der fürstbischöflichen Geschichte der Stadt Münster und als Folge der Herrschaft der Täufer war die Bevölkerung der Stadt bis ins 19. Jahrhundert hinein nahezu vollständig katholisch. Erst mit der Auflösung des Hochstifts Münster im Jahre 1803, als Münster unter preußische Herrschaft kam, fand auch die evangelische Glaubensrichtung Verbreitung. So kam es im Jahre 1863 zur Gründung des ersten evangelischen Krankenhauses in der Gemeinde St. Mauritz. Aufgrund des Bevölkerungswachstums reichten dessen Kapazitäten jedoch gegen Ende des 19. Jahrhunderts nicht mehr aus. Entsprechend wurde im Jahre 1907 der Grundstein für ein neues, größeres Krankenhaus gelegt. Dieser Bau bildet auch nach seiner Komplettrenovierung im Jahre 1988 das Grundgebäude des evangelischen Krankenhauses.
Im September 2020 wurden die Mehrheitsanteile des Evangelischen Krankenhauses Johannisstift Münster an den neuen Eigentümer, die Ordensgemeinschaft der Alexianerbrüder übertragen.
Zum 4. November 2024 schließt das Krankenhaus. Die Behandlungsangebote werden an der Raphaelsklinik und dem Clemenshospital übernommen. Dabei geht der Geriatrische Schwerpunkt an die Raphaelsklinik.

## Fachabteilungen und Einrichtungen
Das Krankenhaus ist in insgesamt vier medizinische Fachabteilungen sowie mehrere zentrale medizinische Abteilungen gegliedert.
Folgende Fachabteilungen finden sich am Evangelischen Krankenhaus Johannisstift:
- Innere Medizin
- Allgemein-, Hand- und Unfallchirurgie
- Anästhesie
- Akutgeriatrie und Frührehabilitation

Zu den zentralen medizinischen als auch pflegerischen Einrichtungen gehören unter anderem eine chirurgische Ambulanz, die Endoskopie, eine chirurgische als auch internistische Notaufnahme, eine interdisziplinäre Intensivstation, die Zentral-OP mit vier OP-Sälen, ein Labor, die Krankengymnastik.
2019 wurde eine neue Intensivstation mit 10 (Beatmungs-)Plätzen eingeweiht.
Im Bereich der Diagnostik stehen Röntgendiagnostik, Sonographie, Ultraschalldiagnostik, Computertomographie, Elektrokardiogramm und Echokardiografie zur Verfügung.
Kooperationen mit externen Ärzten bestehen in den Bereichen Neurochirurgie sowie in der Augenheilkunde.
Das Krankenhaus verfügt über 182 Betten und jährlich werden rund 6200 Patienten stationär versorgt.